# Максутов, Алтынбек Аскарович
Алтынбек Аскарович Максутов (род. 13 октября 1972, Казарман, Тогуз-Тороуского района Киргизская ССР) — актер театра, режиссер, политический деятель Кыргызстана.. Народный артист Кыргызской Республики (2019).

## Биография
Алтынбек Аскарович Максутов родился 13 октября 1972 в селе Казарман Тогуз-Тороузского района Джалал-Абадской области.

### Образование
- 1989 — 1993 гг. Московская Высшая театральная школа имени М. С. Щепкина; (артист художественно-самодеятельной группы; актёр театра; актёр театра в категории «Мастер сцены»; музыкант духового инструмента фольклорно-этнографической группы «Саамал»; помощник режиссёра; режиссёр театра; главный режиссёр Кыргызской Национальной филармонии им. Т.Сатылганова;)
- 1996 — 2000 гг. Среднее специальное музыкальное училище им. М.Куренкеева г. Бишкек;
- 1999 — 2002 гг. Курс по прикладному искусству под руководством мастера Акжола Акботоева г. Бишкек;
- 2004 — 2005 гг. Режиссёрский курс по средней Азии и Казахстан под руководством Марка Вайла г. Ташкент.

### Трудовая деятельность
- 1985 — 1988 гг. Тогуз-Тороузский районный дом культуры;
- 1989 — 1989 гг. Кыргызский Национальный Академический театр им Т. Абдумомунова;
- 1989 — 2013 гг. Бишкекский городской драматический театр им А.Умуралиева; — (актер второй, первой и высшей категорий, ведущий мастер сцены, режиссёр-постановщик)
- 2004 — 2014 гг. Творческое объединение «Макал-Арт» руководитель;
- 2014 — 2016 гг. Министр культуры, информации и туризма Кыргызской Республики[7][8][9][10]
- с 2014 г. Общественный фонд «Макал-Арт» президент;

### Режиссёрские работы
- 2010 г. — концертная программа «Машина времени» БГДТ им. А.Умуралиева Производство фильмов-концертов.
- 2010 г. — Проект по принятию Конституции «Ыр-Кесе».
- 2010 г. — «Айлампа» БГДТ им. А.Умуралиева.[11]
- 2011 г. — Концерт Э.Абдыжапарова «Музыкальная исповедь».
- 2011 г. — Юбилейный концерт «70-летие кино» Кыргызфильм им. Т.Океева.
- 2011 г. — «Курманжан Датка» БГДТ им. А.Умуралиева
- 2012 г. — Первый Международный фестиваль войлока «Кийиз Дуйно».[12][13]
- 2012 г. — Концертная программа фольклорной группы «Саамал»[14].
- 2013 г. — Второй Международный фестиваль войлока «Кийиз дуйно II[15]».
- 2013 г. — Презентация фильма-концерта «Кыз узатуу каадасы».
- 2013 г. — Презентация фильма-концерта «Коонорбос казына» Токтобека Асаналиева.[16]
- 2014 г. — Концерт «К женскому дню „Сборник звезд“».
- 2014 г. — Концерт — Реквием «Жусуп Мамай».
- 2014 г. — Концерт, посвящённый 70-летию КГМА.
- 2014 г. — Юбилейный концерт акына Элмирбека Имналиева.
- 2014 г. — Концерт, посвящённый 90-летию Министерства финансов КР.
- 2014 г. — Юбилейный концерт народной артистки КР Гулсун Мамашовой «Омур Сызыгы».
- 2014 г. — Концерт Гульнур Сатылгановой «Керемет Дуйно».
- 2014 г. — Проект «Этногородок» на пастбище Кырчын в рамках Первых Всемирных игр кочевников.[17]
- 2018 г. — Театрализованное представление об эпохе Кыргызского великодержавия «Золотой век кочевников» на пастбище Кырчын в рамках III — Всемирных игр кочевников[18][19][20][21]
- 2018 г. — Открытие и закрытие Третьих Всемирных Игр кочевников[22][23][24][25][26][27][28][29]

### Производство фильмов-концертов
- 2003 г. — Юбилейный фильм-концерт, посвященный 10-летию БГДТ имени А.Умуралиева «Коктом»;
- 2013 г. — Мюзикл «Коонорбос казына» Токтобека Асаналиева;[30]
- 2014 г. — Фильм-концерт «Онор ыйык откондордун мурасы» посвященный 150-летию Токтогула Сатылганова.[31]
- 2014 г. — Художественный короткометражный фильм «Арстанбектен алп саптар» Омурзак Кайыпов (длительность 13 минут).[32]

### Участие в международных фестивалях
- 1996 — г. Львов (Украина) — «Золотой лев»;
- 1996 — г. Москва (Россия) — Декада Кыргызской культуры в театре МХАТ им. А.Чехова;
- 1997 — г. Сибиу (Румыния) — «Мир через культуру»;
- 2000 — г. Любляно (Словения) — «Эксперимент»;
- 2001 — г. Париж (Франция) — гастроли кыргызско-французский проект спектакля «Золотое руно»;
- 2002 — г. Бишкек — «Жибек жолу»;
- 2003 — г. Бишкек — «Арт ордо» — спектакли «Трижды три желанья» (БГДТ) и «Керээз» (театр «Сахна»);
- 2003 — г. Ташкент (Узбекистан) — «Хрустальное платье»;
- 2004 — г. Астана (Казахстан) — Фестиваль уличных театров;
- 2004 — г. Баку (Азербайджан) — Фестиваль тюрко-язычных народов;
- 2005 — г. Улан-Батор (Монголия) — Фестиваль уличных театров;
- 2007 — г. Врослав (Польша) — «Врове фестиваль»;
- 2009 — г. Казань (Татарстан) «Нооруз 9»;
- 2010 — Хакасия — Международный фестиваль «Чыр Чаян»;
- 2011 — г. Клайпеда (Литва) «Фестиваль уличных театров»;
- 2012 — Кыргызстан, Ыссык-Кол. Первый Международный фестиваль войлока «Кийиз Дуйно»;
- 2013 — Кыргызстан, Ыссык-Кол. Второй Международный фестиваль войлока «Кийиз Дуйно»;
- 2013 — Кыргызстан, Открытие и Закрытие Кинофестиваля «Кыргызстан страна короткометражных фильмов».[33]

### Награды
- 2003 — «Арт ордо» — грамота «За лучшее партнерство»;
- 2004 — Почётная грамота Министерства культуры и информации;
- 2005 — Золотой диплом Правительства КР для молодежи за спектакль «Последний вечер Юсуфа»;
- 2012 — Почётная грамота «The Christensen Fund» за организацию международного фестиваля «Кийиз»;
- 2013 — Почетная грамота ОФ «Мурас» за большой вклад в развитие национальной культуры;
- 2014 — Грамота Международной организации тюркской культуры[34]
- 2014 — Почётный знак «За заслуги в развитии культуры и искусства» (27 ноября 2014 года, Межпарламентская ассамблея СНГ) — за значительный вклад в формирование и развитие общего культурного пространства государств — участников Содружества Независимых Государств, реализацию идей сотрудничества в сфере культуры и искусства[35].
- 2016 — Орден «Манас» III степени
- 2019 — Народный артист Кыргызской Республики[36]

### Личная жизнь
Жена — Таалайкан Абазовна. Заслуженная артистка Кыргызской Республики. Трое детей.

## Примечание
1. ↑  Кто есть Кто. archive.li. 21 мая 2015. Архивировано 21 мая 2015. Дата обращения: 13 октября 2018.
2. ↑  Максутов Алтынбек Аскарович. Вечерний Бишкек. Архивировано 7 июня 2017. Дата обращения: 13 октября 2018.
3. ↑  Вновь назначенного главу Минкультуры Алтынбека Максутова представили коллективу - Новости Кыргызстана. Дата обращения: 13 октября 2018.{{cite news}}:  Википедия:Обслуживание CS1 (url-status) (ссылка)
4. ↑  Sputnik. Максутов Алтынбек Аскарович. Биография. ru.sputnik.kg. Дата обращения: 13 октября 2018. Архивировано 8 ноября 2016 года.
5. ↑  Sputnik. В Стамбуле стартовало празднование 1000-летия Баласагына. ru.sputnik.kg. Дата обращения: 13 октября 2018.
6. ↑  Ажыматов, Зайырбек. О сомнительном достоинстве государственных наград. Радио Азаттык (Кыргызская служба Радио Свободная Европа/Радио Свобода). Архивировано 14 сентября 2018. Дата обращения: 13 октября 2018.
7. ↑  Алтынбек Максутов назначен министром культуры, информации и туризма КР. Новости Кыргызстана. 11 октября 2014. Архивировано 13 октября 2014. Дата обращения: 13 октября 2018.
8. ↑  Алтынбек Максутов, Министр культуры, информации и туризма: "Чакиев был толковым специалистом" » Интервью » Gezitter.org - Чтобы понимали... m.gezitter.org. Дата обращения: 13 октября 2018.
9. ↑  Sputnik. Алтынбек Максутов освобожден от должности министра культуры КР. ru.sputnik.kg. Дата обращения: 13 октября 2018.
10. ↑  В конкурсе на должность министра культуры победил Алтынбек Максутов. Радио Азаттык (Кыргызская служба Радио Свободная Европа/Радио Свобода). Дата обращения: 13 октября 2018.
11. ↑  История театра | БГДТ. bgdt.kg. Дата обращения: 13 октября 2018. Архивировано 21 октября 2018 года.
12. ↑  В Кыргызстане пройдет первый международный фестиваль войлока. Вечерний Бишкек. Дата обращения: 13 октября 2018.
13. ↑  Пресс-центр АКИpress. presscenter.akipress.org. Дата обращения: 13 октября 2018.
14. ↑  Бишкекский городской драматический театр имени А. Умуралиева. Информационный портал о Кыргызстане, новости Кыргызстана и туризма. Архивировано 13 июля 2021. Дата обращения: 13 октября 2018.
15. ↑  Фестиваль 2004 | БГДТ. bgdt.kg. Дата обращения: 13 октября 2018. Архивировано 21 октября 2018 года.
16. ↑  МАНАСОВА, Каныкей (8 июня 2013). В столице Кыргызстана состоится презентация фильма-концерта «Коонорбос казына». 24.kg. Дата обращения: 13 октября 2018.
17. ↑  Этногородок построили в Бишкеке к фестивалю эпосов народов мира. Mir24. Дата обращения: 13 октября 2018.
18. ↑  Вероника. Открытие этногородка в Кырчыне состоялось. "Золотой век" прекрасен (фото) - VESTI.KG - Новости Кыргызстана. Дата обращения: 13 октября 2018.
19. ↑  Кырчын. Ордо зарубежных участников. Средневековые бои. Архивировано 12 октября 2018. Дата обращения: 13 октября 2018.
20. ↑  Sputnik. Когда начнутся мероприятия в ущелье Кырчын и что там будет. ru.sputnik.kg. Дата обращения: 13 октября 2018.
21. ↑  Салют Играм кочевников! / Эхо Оша. ehoosha.com. Дата обращения: 13 октября 2018. Архивировано 4 октября 2018 года.
22. ↑  Всемирные игры кочевников. Какое шоу приготовили для гостей (новые данные и эскизы). Кактус. Архивировано 26 апреля 2022. Дата обращения: 13 октября 2018.
23. ↑  III Игры кочевников: какими они останутся в памяти участников. Радио Азаттык (Кыргызская служба Радио Свободная Европа/Радио Свобода). Архивировано 17 января 2021. Дата обращения: 13 октября 2018.
24. ↑  Ажыматов, Зайырбек. Насколько церемония открытия III ВИК удивила зрителей?. Радио Азаттык (Кыргызская служба Радио Свободная Европа/Радио Свобода). Архивировано 4 сентября 2018. Дата обращения: 13 октября 2018.
25. ↑  КОСТЕНКО, Юлия (25 июля 2018). Маленькие секреты грандиозного проекта. Как идет подготовка к Играм кочевников. 24.kg. Архивировано 26 июля 2018. Дата обращения: 13 октября 2018.
26. ↑  Вероника. III Всемирные игры кочевников открыли в Чолпон-Ате (фото) - VESTI.KG - Новости Кыргызстана. Дата обращения: 13 октября 2018.
27. ↑  правды», Екатерина УЛИТИНА | Сайт «Комсомольской (3 сентября 2018). III Всемирные игры кочевников: Ярко, красиво и зрелищно. KP.KG - сайт «Комсомольской правды». Архивировано 12 ноября 2018. Дата обращения: 13 октября 2018.
28. ↑  События - Официальный сайт Президента Кыргызской Республики. www.president.kg. Дата обращения: 13 октября 2018. Архивировано 12 октября 2018 года.
29. ↑  При организации шоу на Всемирных играх кочевников в качестве манасчи задействуют зрителей?. ИАА Альянс-Пресс. Архивировано 6 октября 2018. Дата обращения: 13 октября 2018.
30. ↑  МАНАСОВА, Каныкей (16 августа 2013). Фильм-концерт «Коонорбос казына» передадут в Золотой фонд музыкальных произведений Кыргызстана. 24.kg. Дата обращения: 13 октября 2018.
31. ↑  Эгизбаев, Улан. Максутов возглавит культуру. Радио Азаттык (Кыргызская служба Радио Свободная Европа/Радио Свобода). Архивировано 16 ноября 2016. Дата обращения: 13 октября 2018.
32. ↑  Azattyk. “Арстанбектен алп саптар” (21 августа 2014). Дата обращения: 13 октября 2018. Архивировано 31 августа 2019 года.
33. ↑  Кыргызстан — страна короткометражных фильмов (англ.). Festagent. Дата обращения: 13 октября 2018. Архивировано 10 августа 2020 года.
34. ↑  Министр культуры А.Максутов примет участие в заседании Постоянного совета министров культуры ТЮРКСОЙ. culture.akipress.org. Дата обращения: 13 октября 2018.
35. ↑  Постановление Совета Межпарламентской Ассамблеи государств — участников Содружества Независимых Государств от 27 ноября 2014 года № 53 "О награждении почётными знаками Межпарламентской Ассамблеи государств — участников Содружества Независимых Государств «За заслуги в развитии культуры и искусства», «За заслуги в развитии печати и информации», «За заслуги в развитии физической культуры, спорта и туризма». Дата обращения: 23 июля 2022. Архивировано 15 октября 2022 года.
36. ↑  Указ Президента Кыргызской Республики от 30 декабря 2019 года УП № 184 «О награждении государственными наградами Кыргызской Республики». Дата обращения: 24 августа 2024. Архивировано 24 августа 2024 года.